# Wim Hazeu (politicus)
Wim Hazeu (geboren 20 februari 1969) is een Nederlands ingenieur en politicus voor GroenLinks. Hij was wethouder in Maastricht, verantwoordelijk voor onder meer verkeer, stadsbeheer, natuur, water, afval, milieu en bouwtoezicht tussen 2002 en 2010.
Vanaf 2011 is hij directeur-bestuurder van Wonen Limburg (Roermond) en lid van het dagelijks bestuur van Aedes.